# (16449) Kigoyama
(16449) Kigoyama est un astéroïde de la ceinture principale.

## Description
(16449) Kigoyama est un astéroïde de la ceinture principale. Il fut découvert le 29 septembre 1989 à Kitami par Tetsuya Fujii et Kazuro Watanabe. Il présente une orbite caractérisée par un demi-grand axe de 3,18 UA, une excentricité de 0,17 et une inclinaison de 4,9° par rapport à l'écliptique.

## Compléments